# Вотерґейт: Падіння Білого дому
«Вотерґейт: Падіння Білого дому» (англ. Mark Felt: The Man Who Brought Down the White House) — американська історична драма, основою якої стали події в США, що призвели до Вотергейтського скандалу.
Вперше фільм продемонстрували 8 вересня 2017 року у Канаді на Міжнародному кінофестивалі у Торонто, а в Україні показ розпочався 12 жовтня 2017 року.

## Сюжет
П'ятеро осіб встановили апаратуру для прослуховування в штабі кандидата в президенти від Демократичної партії на передодні виборів. Нове керівництво ФБР намагається закрити розслідування. Марк Фелт — спеціальний агент з тридцятирічним стажем починає інформувати пресу, яка компрометує  Річарда Ніксона.

## У ролях
| Актор          | Роль          |
| -------------- | ------------- |
| Ліам Нісон     | Марк Фелт     |
| Даян Лейн      | Одрі Фелт     |
| Тоні Голдвін   | Ед Міллер     |
| Майка Монро    | Джоан Фелт    |
| Кейт Волш      | Пат Міллер    |
| Джош Лукас     | Чарлі Бейтс   |
| Майкл Голл     | Джон Дін      |
| Мартон Чокаш   | Пат Грей      |
| Том Сайзмор    | Білл Салліван |
| Джуліан Морріс | Боб Вудворд   |
| Айк Барінхолц  | Анжело Лано   |
| Брюс Грінвуд   | Сенді Сміт    |
| Колм Міні      | агент ЦРУ     |
| Едді Марсан    | агент ЦРУ     |

## Створення фільму

### Виробництво
Зйомки фільму почались у травні 2016 року в Атланті, Джорджія.

### Знімальна група
- Кінорежисер — Пітер Ландесман
- Сценарист — Пітер Ландесман
- Кінопродюсери — Марк Бутан, Джианна Фасіо, Гарі Гоецман, Том Генкс, Ентоні Катагас, Пітер Ландесман, Стів Річардс, Джей Роуч, Рідлі Скотт
- Кіномонтаж — Тарік Анвар
- Художник-постановник — Девід Кренк
- Художник по костюмах — Лорейн Калверт
- Підбір акторів — Ліндсі Грем, Мері Верньє[6].

## Сприйняття

### Критика
Фільм отримав змішані відгуки. На сайті Rotten Tomatoes оцінка стрічки становить 34 % на основі 93 відгуків від критиків (середня оцінка 5,4/10) і 46 % від глядачів із середньою оцінкою 3,2/5 (1 681 голос). Фільму зарахований «гнилий помідор» від кінокритиків та «розсипаний попкорн» від глядачів, Internet Movie Database — 6,4/10 (2 839 голосів), Metacritic — 49/100 (28 відгуків критиків) і 6,3/10 (12 відгуків від глядачів).

### Номінації та нагороди
| Нагороди та номінації фільму «Вотерґейт: Падіння Білого дому» | Нагороди та номінації фільму «Вотерґейт: Падіння Білого дому» | Нагороди та номінації фільму «Вотерґейт: Падіння Білого дому» | Нагороди та номінації фільму «Вотерґейт: Падіння Білого дому» | Нагороди та номінації фільму «Вотерґейт: Падіння Білого дому» | Нагороди та номінації фільму «Вотерґейт: Падіння Білого дому» |
| Рік                                                           | Кінофестиваль/кінопремія                                      | Категорія/нагорода                                            | Номінант                                                      | Результат                                                     |                                                               |
| ------------------------------------------------------------- | ------------------------------------------------------------- | ------------------------------------------------------------- | ------------------------------------------------------------- | ------------------------------------------------------------- | ------------------------------------------------------------- |
| 2017                                                          | Асоціація кінокритиків Вашингтона                             | Нагорода Джо Барбера                                          | «Вотерґейт: Падіння Білого дому»                              | Номінація                                                     |                                                               |